# ملیکاشن (کاشاتاق)
ملیکاشن (ارمنی: Մելիքաշեն؛ ترکی آذربایجانی: Malıbəy) یک منطقهٔ مسکونی در جمهوری آرتساخ است که در استان کاشاتاق واقع شده‌است

## نگارخانه

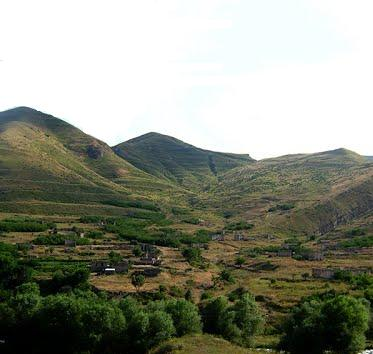
نمایی از ملیکاشن